# Ocellularia sanfordiana
Ocellularia sanfordiana är en lavart som först beskrevs av Alexander Zahlbruckner och som fick sitt nu gällande namn av Mason Ellsworth Hale 1980. 
Ocellularia sanfordiana ingår i släktet Ocellularia och familjen Thelotremataceae. Inga underarter finns listade i Catalogue of Life.